# La Costa
Partido de la Costa (Partido de la Costa) is een partido in de Argentijnse provincie Buenos Aires. Het bestuurlijke gebied telt 60.483 inwoners. Tussen 1991 en 2001 steeg het inwoneraantal met 56,68 %.

## Plaatsen in partido La Costa
- Aguas Verdes
- Costa Azul
- Costa Chica
- Costa del Este
- Costa Esmeralda
- La Lucila del Mar
- Las Toninas
- Mar de Ajó
- Mar del Tuyú
- Nueva Atlantis
- Pinar del Sol
- San Bernardo del Tuyú
- San Clemente del Tuyú
- Santa Teresita